# 镡河乡
镡河乡，是中华人民共和国甘肃省陇南市成县下辖的一个乡镇级行政单位。

## 行政区划
镡河乡下辖以下地区：
江利村、镡河村、阎山村、半山村、马槽沟村、土蒿坪村、老庄村、石榴坝村、王山村、阳坪村、黑沟村和建村。